# موجودات آسمانی
موجودات آسمانی یا آفریدگان بهشتی (به انگلیسی: Heavenly Creatures) فیلمی در ژانر تریلر روان‌شناختی محصول سال ۱۹۹۴ نیوزیلند است. بعد از به شهرت رسیدن پیتر جکسون در زمینه تبدیل داستان به تصویر تمام نگاه‌ها به فیلم جدید او که یک شانس برایش تلقی می‌شد بود. جکسون در این فیلم از بازیگرانی همچون ملانی لینسکی در نقش پارکر و کیت وینسلت در نقش هولم استفاده کرد. این فیلم نامزد جایزه اسکار در بخش بهترین فیلم‌نامه غیراقتباسی شد و همچنین جز ۱۰ اثر برتر سال از نگاه تایم، گاردین، قاصد صبح سیدنی و قاصد نیوزیلند شد.
فیلمی که دراصل از یک داستان واقعی الگوبرداری شده‌ است یعنی پارکر هولم جنایتکار و جنایتی که با دو دختر نوجوان که یکی از آنها دخترش بود در شهر کرایست‌چرچ در سال ۱۹۵۳ انجام داد.
همکار جکسون، فرن والش او را ترغیب به ساختن فیلمی از روی این واقعه کرد. از جکسون نقل شده‌ است که این فیلم را فقط بخاطر علاقه والش به این داستان ساخته‌ است. همزمان با شهرت یافتن فیلم جدید جکسون رسانه‌های نیوزلند نیز شروع به تجسس در زندگی ژولیت هولم یعنی یکی از همان دو دختر نوجوان شدند. نویسنده‌ای که در حال حاضر کتاب‌های خود را با نام آن پری به چاپ می‌رساند.
موفقیت مخلوقات آسمانی موجب جلب توجه شرکت میرامکس به کارهای پیتر جکسون و در نتیجه نمایش گسترده فیلم در آمریکا و امضای قرارداد به عنوان اولین همکاری بین آن‌ها شد.